# 酒合戦
酒合戦（さけかっせん）は、複数の人間が酒量を競い合うことである。以下、日本で有名な酒合戦について述べる。

## 概要

### 亭子院酒合戦
藤原明衡撰『本朝文粋』収録の収録の紀長谷雄「亭子院賜飲記」によれば、延喜11年（911年）6月15日、宇多上皇が亭子院の水閣を開いた時、酒豪を選んで酒を賜った。参議藤原仲平、兵部大輔源嗣、左近衛少将藤原兼茂、藤原俊蔭、出羽守藤原経邦、兵部少輔良峯遠視、右兵衛佐藤原伊衡、散位平希世の8名が、勅命により競った。
20盃を限り、杯に墨を点して量を定め、廻し飲むと、6、7巡で満座が酩酊し、平希世は門外に偃臥し、藤原仲平は殿上に嘔吐し、他はいずれも泥酔し、藤原経邦は始め意気が揚がっていたが、遂に吐瀉した。ただ藤原伊衡だけが乱れなかったが、10杯で止められ、賞として駿馬を賜った。

### 大師河原酒合戦
慶安元年（1648年）8月に、大師河原（神奈川県川崎市川崎区）で行なわれたこの酒合戦は、酒井雅楽頭の殿医の茨城春朔がその仮名草子『水鳥記』（寛文2年（1662年）刊）に軍記物語を擬して記していたので知られる。また。『近世奇跡考』五に、地黄坊樽次酒戦として記述がある。
東軍は、地黄坊樽次（茨城春朔）を主将とし、鎌倉の甚鉄坊常赤、赤阪の毛倉坊鉢呑、武州蕨の宿の住人半斉坊数呑、川崎の住人小倉又兵衛忠酔、多摩郡菅村の住人佐保田の某酔久、小石川の住人佐藤権兵衛胸赤、平塚の住人来見坊樽持、江戸ふな町の鈴木半兵衛呑勝、浅草の名古屋半之丞盛安、同木下杢兵衛尉飯嫌、飛坂の三浦新之丞樽明、麻布の佐々木五郎すけ呑、同弥三右衛門酒丸、八王子の松井金兵衛夜久、川崎南河原の住人斉藤伝左衛門忠呑、喜太郎醒安などを率い、太子河原村大蛇丸底深（池上太郎左衛門）の家に押し寄せた。
西軍は、大蛇丸底深を主将とし、太子河原村名主の池上四郎兵衛常広、竹野小太郎湛呑、同弥太郎数成、米倉八郎衛門吐次、藪下勘解由左衛門尉早呑、池上長吉底成、同百助底平、田中徳坊呑久、朝腹九郎左衛門底安、同佐太郎忠成、山下作内請安、池上三郎兵衛強成、またを九次郎常佐などである。
『水鳥記』によれば、この結果は、「昨日迄も今日迄も鬼神と云はれし底深も僅か三時の中にせり勝給ふぞ恐ろしき」という。一説に、西軍の勝利に終り、地黄坊樽次秘蔵の蜂龍杯を大蛇丸底深に獲られたという。
蜂龍杯の蜂龍は「さす、のむ」の寓意であり、蜂龍杯は『江戸名所図会』によれば、径は畳の目18目であり、容量は7合余であるという。

### 千住酒合戦
文化12年（1815年）10月21日、千住（東京都足立区）の中屋六衛門の六十の祝いとして同家で催されたものである。谷文一、大田南畝の『後水鳥記』

に詳しく、また高田與清（小山田与清）の『擁書漫筆』三にも記されている
。看板に「不許悪客下戸理窟入菴門」と掲げ、亀田鵬斎、谷文晁なども列席した。全くの競飲会であり、厳島杯（5合）、鎌倉杯（7合）、江島杯（1升）、万寿無量杯（1升5合）、緑毛亀杯（2升5合）、丹頂鶴杯（3升）などの大杯を用いた。亀田鵬斎の序文によれば、集まった者は100余名、左右に隊を分け、1人ずつ左右から出て杯をあけ、記録係がこれを記録した。

### 成績
- 千住米屋松助、厳島杯から万寿無量杯まで（3升7合）。
- 野州小山、左兵衛、緑毛亀杯3杯（7升5合）。
- 千住掃部宿百姓市兵衛、焼蕃椒を肴に万寿無量杯3杯（4升5合）。
- 会津浪人河田某、厳島杯から緑毛亀杯まで（6升2合）、人の止めにより丹頂鶴杯を割愛したのをなげく。
- 新吉原の伊勢屋言慶、62歳、3升5合余。
- 馬喰町の大坂屋長兵衛、40余歳、4升5合を飲み、一睡し、翌朝、迎酒に1升5合。
- 蔵前の左官職庄太郎、3升。千住かもん宿の古屋市兵衛、万寿無量杯3杯（4升5合）。
- 馬喰町の茂三、31歳、緑毛亀杯1杯（2升5合）。
- 新吉原の大門長次、水1升、醤油1升、酢1升、酒1升を芸者の三味線に合せて拍子をとらせ口鼓をうちながら。
- 千住の菊屋おぶん、緑毛亀1杯（2升5合）。千住宿人、松勘、厳島杯、鎌倉杯、江島杯、万寿無量杯、緑毛亀杯、丹頂鶴杯などでことごとく飲む。
- 大野屋茂兵衛、新吉原中の町大野屋熊次郎の父、小盞数杯ののち万寿無量杯で飲む。
- 浅草御蔵前森田屋の出入の左官、蔵前正太、3升。
- 千住掃部宿の石屋市兵衛、万寿無量杯で飲む。
- 千住掃部宿の鮒屋与兵衛、34、5歳ばかり、小盞であまた飲んだのち緑毛亀杯を傾けた。
- 千住掃部宿の天満屋五郎左衛門、3、4升ばかり。
- 酌取の女、おいく、鎌倉杯、江島杯などで終日飲む。
- 酌取の女、おぶん、鎌倉杯、江島杯などで終日飲む。
- 天満屋みよ女、天満屋五郎左衛門の妻、万寿無量杯を傾け酔った色がない。
- 千住の菊屋おすみ、緑毛亀杯で飲む。千住のおつた、鎌倉杯などであまた飲む。
- 料理人太助、終日、茶碗などで飲み、最後に丹頂鶴杯を傾ける。

### 万八楼酒合戦
『兎園小説』十二集の大酒大食の会によれば、文化14年（1817年）3月23日、両国橋万屋八兵衛方万八楼で行われた。大食大飲会であるが、そのうちの酒組を記せば、
- 芝口の鯉屋利兵衛、30歳、3升入杯6杯半、その座に倒れ、「余程」の休息ののち、目をさまし、水を茶碗で17杯飲む。
- 明屋敷の者、3升入杯3杯半、少しの間倒れ、目をさまし、砂糖湯を茶碗で7杯飲む。
- 小田原町の堺屋忠蔵、68歳、3升入杯3杯。*
- 小石川春日町の天堀屋七右衛門、73歳、5升入丼鉢1杯、直に帰り、聖堂の土手に倒れ、明7時まで打臥す。
- 金杉の伊勢屋伝兵衛、47歳、3合入杯で27杯、飯3杯、茶9杯、じんくをおどる。
- 本所石原町の美濃屋儀兵衛、51歳、5升入杯11杯、五大力をうたい、茶を14杯飲む。
- 山の手士某（藩中之人とも）、63歳、1升入で4杯、東西の謡をうたい、一礼して直に帰る。

### 讃岐国高松酒合戦
『三養雑記』二の対酌奇事によれば、天保2年のころ、讃岐国高松に津高屋周蔵という生来の酒豪がいた。ふだんは普通に対飲するが、いざ飲もうと思うときは玄米と生塩が肴であった。あるとき肥後熊本の日蓮宗の僧と周蔵が飲み比べをすることになり、酒好きが集まって飲んだほうが興があるとして、50人ほど集まった。ややあって2人が玄米と生塩で飲み足れりとしてやめたその量は1斗4升8合であった。ほかの者はそれぞれ2、3升飲んだと思われるが、頭痛や嘔吐に悩まされた。2人はふだんと変わった様子もなく、周蔵の家まで1里ほど、僧の旅宿はさらに17、8丁もあったが、ちょうどその時降雨があり、2人とも雨具をつけ、足駄をはき、うち語らいつつ帰ったという。

### 熊谷酒合戦
昭和2年（1927年）春、埼玉県大里郡熊谷町（寄居町）で催された。主催者は詳らかでなく、一説に機業組合であるという。参会者は、只飲みを防ぐため、第一受付で2円50銭を支払って1升飲み、第二受付で2円50銭を支払ってさらに1升飲む。それ以降は自分の酒量に応じて飲んだという。杯は金魚鉢であった。大関は熊谷町の某の1斗2升で、張出大関は「おとめ」という女性で9升5合、関脇は加須町（加須市）役場の小僧中川巳之吉、72歳の7升5合。このほか、3升以上の者が十数人いたという。